# Batalla de Wuhan
La batalla de Wuhan (en chino tradicional, 武漢會戰; en chino simplificado, 武汉会战; pinyin, Wǔhàn Huìzhàn), "popularmente" conocida como la Defensa de Wuhan (en chino tradicional, 武漢保衛戰; en chino simplificado, 武汉保卫战; pinyin, Wǔhàn Baǒwèizhàn), también llamada Invasión de Wuhan (Japonés:武漢攻略戦 Bukan koryakūsen), fue una batalla de la segunda guerra sino-japonesa. Más de un millón de soldados del Ejército Nacional Revolucionario de China, comandados por Chiang Kai-shek, defendieron Wuhan del Ejército Imperial Japonés comandado por Yasuji Okamura. Los enfrentamientos tuvieron lugar en las orillas norte y sur del río Yangtze, abarcando grandes áreas de las provincias de Anhui, Henan, Jiangxi y Hubei. Duró cuatro meses y medio, y fue la mayor, más larga y una de las más significativas batallas de la Segunda Guerra Sino-japonesa.

## Antecedentes
El 7 de julio de 1937, el Ejército Imperial Japonés lanzó una invasión a gran escala de China. Pekín y Tianjin cayeron ante Japón en menos de un mes, dejando abierta a los japoneses toda la llanura del norte de China. Shanghái fue capturada el 12 de noviembre. Con Nankín bajo el peligro de ser asediada, el gobierno chino fue obligado a trasladar la capital a Chongqing. Sin embargo ni las tropas de élite ni los suministros fueron trasladados a Chongqing, sino a Wuhan. La Unión Soviética proporcionó ayuda técnica y militar, incluyendo un pequeño grupo de pilotos voluntarios de la Fuerza Aérea soviética.

## Importancia de Wuhan
Wuhan, localizada en el curso medio del río Yangtsé, era la segunda ciudad más grande de la época, con una población de dos millones de habitantes. La ciudad estaba separada por el Yangtsé y Hanshui, que dividía Wuhan en tres distritos: Wuchang, Hankou y Hanyang. Wuchang era el centro político, Hankou el comercial, y Hanyang el industrial. Después de la construcción del ferrocarril de Yuehan, Wuhan adquirió importancia como el centro de tráfico del interior de China.

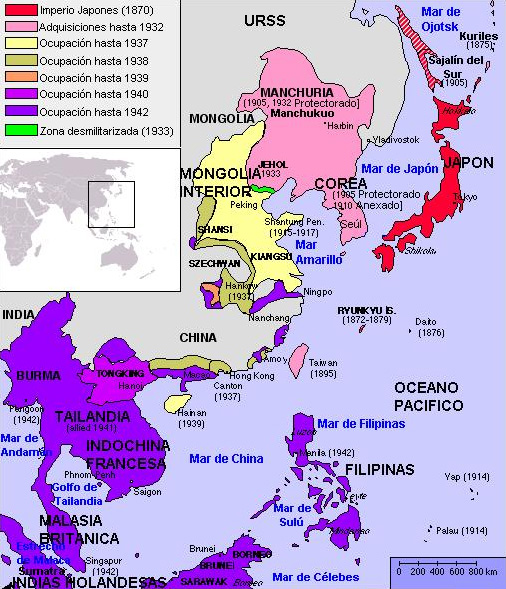
Expansión japonesa.

Cuando Japón capturó Nankín el 13 de diciembre, los chinos trasladaron su cuartel general a Wuhan. Consecuentemente, Wuhan se convirtió en el centro político, económico y militar, y en la práctica en la capital de China. El esfuerzo bélico se centró en evitar que Wuhan fuera capturada. El gobierno japonés y el Cuartel General de la Fuerza Expedicionaria China predijeron que la caída de Wuhan conduciría al final de la resistencia china.
Por su importancia estratégica y simbólica, Wuhan se identificó con Madrid y su largo asedio. En Sobre la guerra prolongada (pinyin: Lun chijiuzhan; 论持久战), escrito en mayo de 1938 por Mao Zedong, se decía: "¿Dónde estará el Madrid chino? Estará allí donde se logren las mismas condiciones que en Madrid. Hasta ahora China no ha tenido ningún Madrid, y en adelante debemos esforzarnos por crear algunos, pero ello depende enteramente de las condiciones. Y la fundamental de ellas es la amplia movilización política del ejército y el pueblo enteros." Como atestigua una canción de movilización, la ciudad se consideró "el Madrid del este" (pinyin: Dongfang de Madeli; 东方的马德里) y se quería que uniera a los diferentes actores que luchaban contra la invasión japonesa: "Del mismo modo que los españoles defienden Madrid,/ acabaremos con el ataque enemigo, / y consolidaremos nuestro frente anti-japonés./ ¡Defendamos Wuhan! ("Defendamos Wuhan!"; pinyin: Baowei da Wuhan; 保卫大武汉!).

## Preludio
La batalla de Wuhan fue precedida por el ataque aéreo japonés del 28 de febrero de 1938. Los chinos fueron capaces de repelerlo y el hecho fue conocido como la batalla aérea del 28 de febrero.
El 29 de abril la fuerza aérea japonesa lanzó importantes ataques aéreos sobre Wuhan para conmemorar el cumpleaños de su emperador Hiro Hito. Los chinos, que lo sabían de antemano, estaban bien preparados. Esta batalla fue conocida como la batalla aérea del 29 de abril, uno de los episodios aéreos más intensos de la segunda guerra sino-japonesa. La fuerza aérea china abatió 21 aviones japoneses contra la pérdida de sólo 12 propios.
Tras la caída de Xuzhou en mayo de 1938, los japoneses planearon la invasión de Hankou y la toma de Wuhan, con la intención de destruir el grueso de las tropas del ejército nacionalista. Los chinos, por su parte, estaban preparándose para la defensa de Wuhan. Consiguieron reunir más de un millón de soldados, unos 200 aviones y 30 buques.
En una tentativa de ganar más tiempo para la preparación de la defensa de Wuhan, los chinos abrieron el 11 de junio los diques del río Amarillo en Huayuankou, Zhengzhou. La avenida, conocida hoy en día como la inundación del Río Amarillo de 1938, obligó a los japoneses a retrasar su ataque contra Wuhan. Esta acción causó también entre 500.000 y 900.000 víctimas civiles.

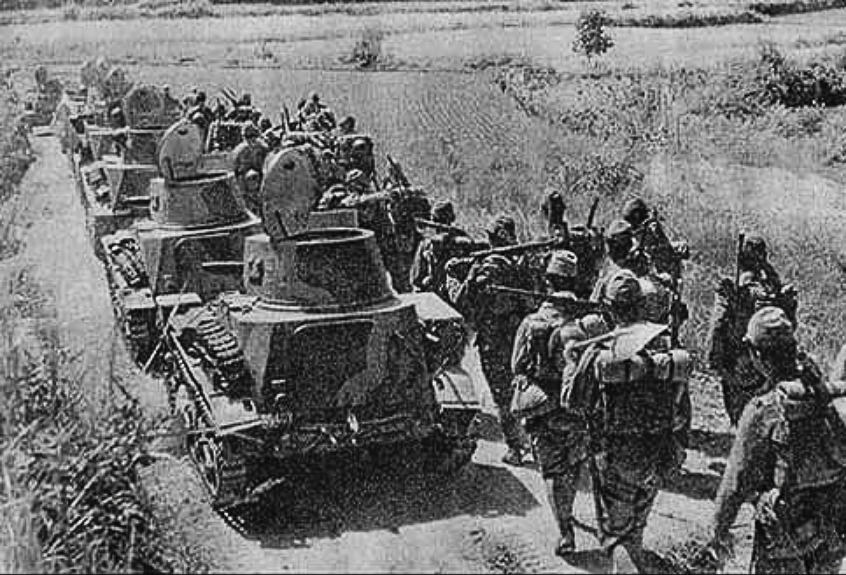
Tankettes japoneses con tropas pioneras marchando hacia Wuhan, cerca de Na-hsi.

## Enfrentamientos principales

### Sur del río Yangtze
El 13 de junio los japoneses capturaron Anqing mediante un desembarco naval, lo que marcó el inicio de la Batalla de Wuhan. La 9.ª Región Militar China estacionó un regimiento al oeste del lago Poyang, en la orilla meridional del río Yangtze; otro regimiento fue estacionado en la línea entre Jiangxi y Jiujiang. La fuerza principal del 11.º ejército japonés atacó a lo largo de la orilla sur. El destacamento Namita desembarcó al este de Jiujiang el 23 de julio. Los defensores chinos trataron de resistir, pero no pudieron impedir que la 106.ª división japonesa desembarcara, y Jiujiang fue capturada el 26 del mismo mes. El destacamento Namita avanzó hacia el este siguiendo el río, desembarcó al nordeste de Ruichang el 10 de agosto y puso asedio a la ciudad. El 3.º ejército Chino fue reforzado por el 32 Cuerpo de Ejército y resistió. Sin embargo, para cuando la 9.ª División japonesa entró en combate los defensores estaban agotados y Ruichang cayó el día 24. La 9.ª División y el destacamento Namita siguieron avanzando hacia el este a lo largo del río, mientras que simultáneamente la 27 división invadía Ruoxi. El 30.º ejército chino y el 18.º resistieron a lo largo de la carretera Ruichang-Wuning y su área circundante y la situación quedó en tablas durante meses. El 5 de octubre, después de capturar Ruoxi, la 27.ª División japonesa maniobró para atacar hacia el nordeste, capturó Xintanpu en Hubei el día 18 y se dirigió hacia Dazhi.
Entretanto, el ejército japonés y su flota fluvial de apoyo que había avanzado hacia el este siguiendo el curso del río, se enfrentó al 31.º ejército y al 32.º Cuerpo de Ejército al oeste de Ruichang. Cuando Matou y Fuchikou fueron capturadas, el 2.º Cuerpo de Ejército envió a la 6.ª, 56.ª, 75.ª y 98.ª divisiones junto con el 30.º Cuerpo de Ejército para reforzar la defensa de la región de Yangxin. La batalla continuó hasta el 22 de octubre, cuando los chinos perdieron Yangxin, Dazhi y la ciudad de Hubei. La 9.ª División y el destacamento Namita se aproximaban ahora hacia Wuchang.

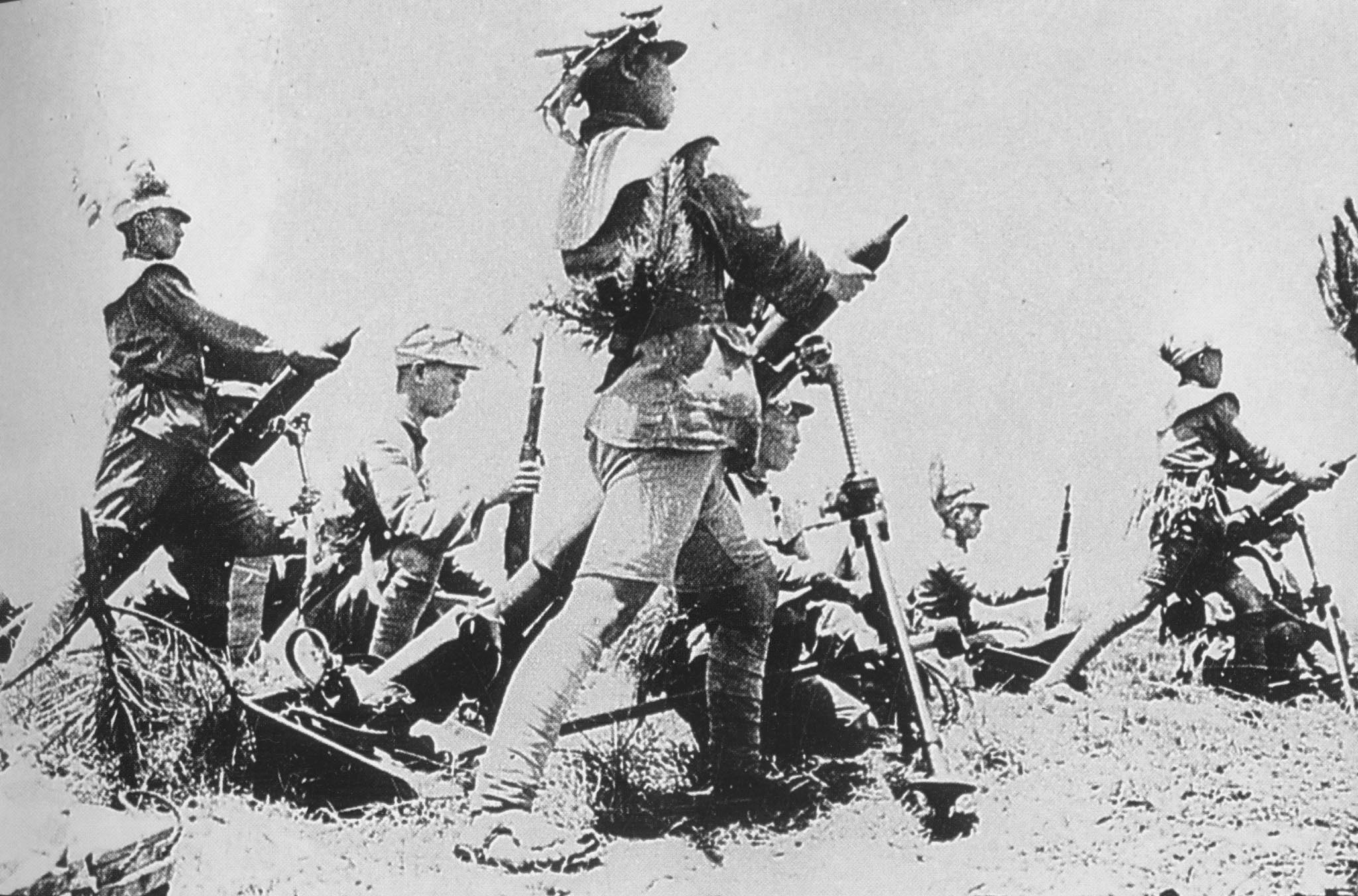
Morteros chinos en Xinyang.

### Wanjialing
Mientras el Ejército japonés atacaba Ruichang, la 106.ª División se dirigía hacia el sur a lo largo del ferrocarril de Nanxun (Nanchang - Jiujiang). Los cuerpos de ejército chinos 1.º y 29.º y los ejércitos 4.º y 8.º confiaron en el ventajoso terreno de Lu Shan y del norte del ferrocarril de Nanxun para ofrecer resistencia. Como resultado, la ofensiva japonesa sufrió un retraso. El 20 de agosto la 101.ª División japonesa cruzó el lago Poyang desde Hukou para reforzar a la 106.ª División. Rompió la línea defensiva del 25.º ejército, capturaron Xinzhi y se coordinó con la 106.ª División para intentar ocupar Dean y Nanchang, con el fin de proteger el flanco sur del ejército japonés, que avanzaba hacia el oeste. Xue Yue, el comandante en jefe del 1.º Grupo de Ejércitos, empleó a los ejércitos 66.º, 74.º, 4.º y 29.º para que se coordinaran con el 25.º ejército con el fin de combatir a los japoneses en el pico Mahui y al norte de De-an. La batalla concluyó en tablas.
A finales de septiembre, los regimientos 123.º, 145.º, 147.º, 101.º y 149.º de la 106.ª División japonesa avanzaron hacia la región de Wanjialing, al oeste de Dean. El general chino Xue Yue ordenó a los ejércitos 4.º, 66.º y 77.º flanquear a los japoneses. La 27.º División japonesa intentó reforzar la posición, pero fue rechazada por el 32.º ejército en Baisui, al oeste de Wanjialing. El 7 de octubre el ejército chino lanzó su ataque final contra las tropas japonesas rodeadas. La feroz batalla continuó durante tres días, siendo rechazados todos los contraataques japoneses. Debido a su aislamiento y a la carencia de suministros los cuatro regimientos japoneses fueron aniquilados sobre el día 10. Fue conocida por los chinos como la Victoria de Wanjialing (en chino tradicional, 萬家嶺大捷; en chino simplificado, 万家岭大捷; pinyin, Wànjīalîng Dàjíe).

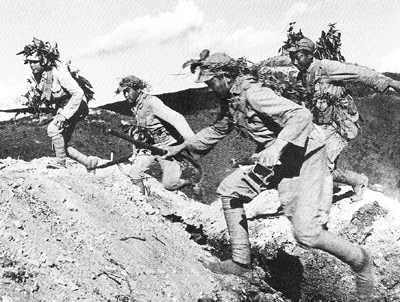
Tropas chinas avanzando durante la Batalla de Wanjialing.

### Norte del río Yangtze

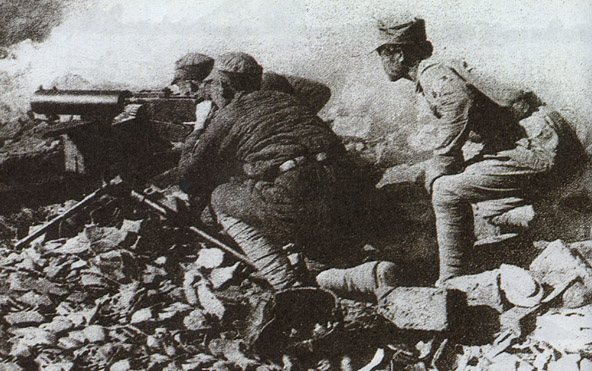
Posición de ametralladoras china.

Al norte del río Yangtze, la 6.ª División japonesa del 11.º ejército atacó Taihu desde Anhui el 24 de julio. Rompió las líneas defensivas de los ejércitos 31.º y 68.º y capturó las regiones de Taihu, Susong y Huangmei el 3 de agosto. Los japoneses continuaron dirigiéndose hacia el oeste y el 4.º Cuerpo de Ejército chino de la 5.ª Región Militar envió a su fuerza principal hacia Guangji, Hubei y Tianjia para interceptar a los japoneses. Se ordenó al 11.º ejército y al 68.º defender la línea defensiva en la región de Huagmei, mientras que los ejércitos 21.º y 26.º junto con el 29.º se dirigieron al sur para golpear de flanco a los japoneses.
Los chinos recobraron Taihu y Susong, el 28 de agosto. Aprovechando la circunstancia, el 11.º ejército y el 68.º lanzaron contraofensivas, pero sin éxito. Se retiraron a la región de Guangji para coordinarse con los ejércitos 26.º, 86.º y 55.º chino para seguir resistiendo al Ejército japonés. El 4.º Cuerpo de Ejército ordenó a los ejércitos 21.º y 29.º atacar de flanco a los japoneses desde el nordeste de Huangmei, pero fueron incapaces de detener a los japoneses. Guangji y Wuxue fueron capturadas. El ejército japonés asedió la ciudad fortaleza de Tianjia. El 4.º Cuerpo de Ejército usó al 2.º ejército para reforzar al 87.º y a los ejércitos 26.º, 48.º and 86.º para atacar de flanco a los japoneses. Sin embargo, fueron sobrepasados por la superior potencia de fuego japonesa y sufrieron muchas bajas. Tianjia fue capturada el día 29, y los japoneses prosiguieron su ofensiva, capturaron Huangpo el 24 de octubre y avanzaron hacia Hankou.

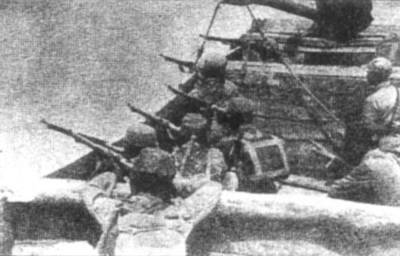
Defensores chinos alrededor del Río Yangtze durante la Batalla de Wuhan.

### Montañas Dabie
Al norte de las montañas Dabie, el 3.º Grupo de Ejércitos de la 5.ª Región Militar posicionó al 51.º ejército, al 19.º Cuerpo de Ejército y al 77.º ejército en las regiones de Liuan, Huoshan en Anhui. El 71.º ejército tomó posiciones en el monte Fujin, y la región de Gushi. El 2.º Cuerpo de Ejército se situó en Shang —provincia de Henan— y en Ma, —provincia de Hubei—. El 27.º Grupo de Ejércitos y el 59.º ejército fueron estacionados en la región del río Huang, y el 17.º ejército en la de Xinyang para realizar trabajos defensivos.
Los japoneses atacaron a finales de agosto con el 2.º Grupo de Ejércitos partiendo de Heifei en dos rutas diferentes. En la ruta del sur la 13.ª División rompió la línea defensiva del 77.º ejército, capturó Huoshan y viró hacia Yejiaji. Los cercanos 71.º Ejército y el 2.º Grupo de Ejércitos resistieron enérgicamente. La 13.ª División japonesa fue rechazada y pidió refuerzos a la 16.ª División. El 16 de septiembre los japoneses capturaron Shang. Los defensores se retiraron al sur de la ciudad, confiando en el paso estratégico de las montañas Dabie y siguieron resistiendo. El 24 de octubre los japoneses se aproximaban a Ma.
A cargo de la ruta del norte estaba la 10.ª División japonesa, que rompió la línea defensiva del 51.º ejército y capturó Liuan el 28 de agosto. El 6 de septiembre, tomó Gushi y se dirigió al oeste. El 27.º Grupo de Ejércitos chino y el 59.º ejército se reunieron en el área del río Huang para organizar la resistencia. El día 19, después de diez días de lucha, los japoneses capturaron el río Huang. El 21, la 10.ª División japonesa se abrió camino a través de la base del 17.º Grupo de Ejércitos y del 45.º ejército y capturó Luoshan. A continuación se siguió moviendo hacia el oeste, pero sufrieron un contraataque chino al este de Xinyang y fueron obligados a retirarse a Luoshan. El 2.º Grupo de Ejércitos japonés usó la 3.ª División como refuerzo para cooperar con la 10.ª División en el ataque a Xinyang. El 6 de octubre una unidad del ejército japonés se desvió al sur de Xintang y capturó la estación de Liulin del ferrocarril de Pinhan. El 12, el 2.º Grupo de Ejército japonés capturó Xinyang, y se desplazó hacia el sur a lo largo del ferrocarril de Pinhan para cooperar con el 11.º Grupo de Ejércitos en el ataque a Wuhan.
En estos momentos el ejército japonés ya había completado el cerco de Wuhan. El Ejército chino, esperando salvar sus tropas, abandonó la ciudad. El Ejército japonés capturó Wuchang y Hankou el 26, y Hanyang el 27. Los japoneses completaron su conquista de Wuhan.

### Luchando en Guangzhou

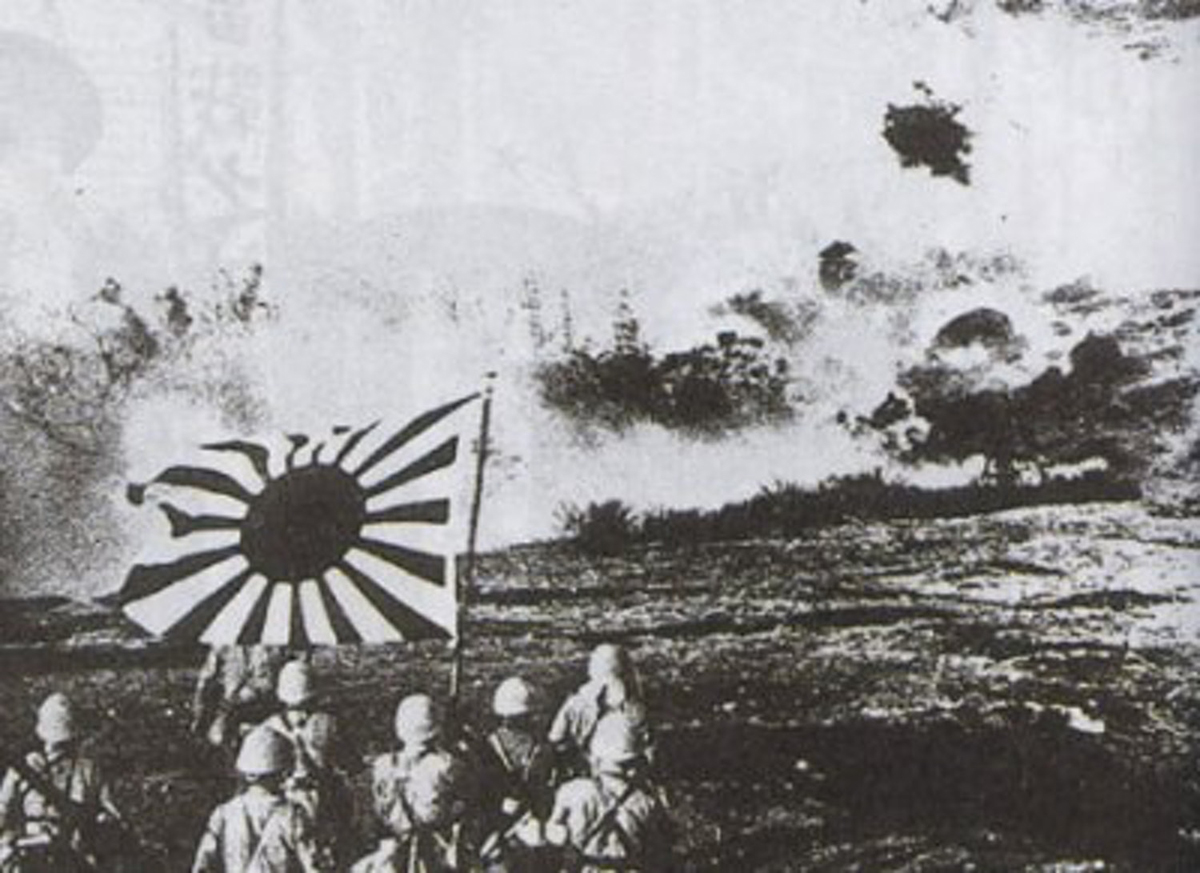
Tropas de la marina japonesa destruyen un búnker chino durante la Operación Cantón.

Debido al continuo estancamiento en torno a Wuhan y la continua afluencia de ayuda extranjera a las fuerzas chinas desde los puertos del sur, la IJA decidió desplegar 3 divisiones de reserva para presionar a las líneas navales. Por tanto, se decidió ocupar el puerto de Guangdong mediante un desembarco anfibio. Debido a los combates en Wuhan, la mayor parte de las fuerzas chinas en Guangzhou habían sido trasladadas. Como tal, el ritmo de la ocupación fue mucho más suave de lo esperado y Guangzhou cayó ante los japoneses el 21 de octubre.
Las sucesivas victorias logradas por las fuerzas japonesas completaron el cerco de Wuhan. Dado que la pérdida del área de Guangzhou significó que no fluiría más ayuda extranjera, se perdió el valor estratégico de Wuhan. El ejército chino, con la esperanza de salvar a las fuerzas restantes, abandonó la ciudad el 25 de octubre. El ejército japonés capturó Wuchang y Hankou el 26 de octubre y capturó el  Hanyang el 27, concluyendo la campaña en Wuhan.

## Consecuencias
Tras cuatro meses de violentos combates, la fuerza aérea y naval chinas habían sido prácticamente aniquiladas y los japoneses ocuparon Wuhan. Sin embargo, la mayor parte de las tropas chinas sobrevivieron, y el ejército japonés había sido bastante debilitado. Los planes japoneses de preguerra de una batalla decisiva en Wuhan, que eliminara la fuerza principal del Ejército chino y obligara a los chinos a capitular, fracasaron. El teatro de operaciones de China ahora entró en una etapa de estancamiento, sin grandes ofensivas japonesas hasta la Operación Ichi-Go en 1944.